# Akce (fyzika)

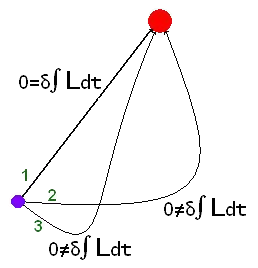
grafické znázornění akce

Akce (účinek) ve fyzice je skalární veličina, která popisuje časový vývoj fyzikálního systému. Je to integrální alternativa k diferenciálnímu tvaru fyzikálních zákonů, přináší stejný výsledek. Akce má jiný tvar pro různé typy systémů.
Vývoj fyzikálního systému mezi počátečním a konečným stavem je dán principem nejmenší akce.
Jednotka účinku v Mezinárodní soustavě je J·s, stejná jako u Planckovy konstanty.

## Definice
Akce {\displaystyle {\mathcal {S}}} je definována jako funkcionál - integrál Lagrangeovy funkce {\displaystyle L} mezi časy {\displaystyle t_{1}} a {\displaystyle t_{2}}, které odpovídají počátečnímu a konečnému stavu systému, tzn.
{\displaystyle {\mathcal {S}}[\mathbf {q} (t)]=\int _{t_{1}}^{t_{2}}L[\mathbf {q} (t),{\dot {\mathbf {q} }}(t),t]\,\mathrm {d} t},
kde {\displaystyle \mathbf {q} } jsou zobecněné souřadnice a počáteční a konečný stav vývoje systému jsou pevně určeny jako {\displaystyle \mathbf {q} _{1}=\mathbf {q} (t_{1})} a {\displaystyle \mathbf {q} _{2}=\mathbf {q} (t_{2})}.

## Redukovaná akce
Jako redukovaná akce se označuje akce {\displaystyle {\mathcal {S}}_{0}}, kterou lze vyjádřit jako
{\displaystyle {\mathcal {S}}_{0}=\int \mathbf {p} \cdot \mathrm {d} \mathbf {q} }
kde {\displaystyle \mathbf {p} } jsou zobecněné hybnosti.
Redukovaná akce je užitečná v případě, že trajektorie systému nezávisí na čase. Využívá ji Maupertuisův princip.

## Akce v kvantové mechanice
Kvantem akce je tzv. redukovaná Planckova konstanta, značená ħ. Po redefinici SI je od r. 2019 její hodnota pevně stanovenou konstantou:
{\displaystyle \hbar ={\frac {h}{2\pi }}={\frac {6,62607015\times 10^{-34}}{2\pi }}\,\mathrm {J\cdot s} =1{,}054\,571\,817\ldots \times 10^{-34}\,\mathrm {J\cdot s} } (přesně).
Jsou-li v dané situaci dvě klasické trajektorie {\displaystyle \mathbf {q} _{1}(t),\mathbf {q} _{2}(t)} určitého fyzikálního systému s rozdílem akcí {\displaystyle \Delta S=|S[\mathbf {q} _{1}(t)]-S[\mathbf {q} _{2}(t)]|} na hranici rozlišitelnosti, kvantové efekty jsou nezanedbatelné, pokud {\displaystyle \Delta S\lesssim \hbar }.